# Resolutie 969 Veiligheidsraad Verenigde Naties
Resolutie 969 van de Veiligheidsraad van de Verenigde Naties werd op 21 december 1994
unaniem aangenomen door de VN-Veiligheidsraad, als laatste van diens resoluties van dat jaar.

## Achtergrond
Nadat in 1964 geweld was uitgebroken tussen de Griekse- en Turkse bevolkingsgroep op Cyprus stationeerden
de VN de UNFICYP-vredesmacht op het eiland. Die macht wordt sindsdien om het half jaar verlengd. In 1974
bezette Turkije het noorden van Cyprus na een Griekse poging tot staatsgreep. In 1983
werd dat noordelijke deel met Turkse steun van Cyprus afgescheurd. 
Midden 1990 begon het toetredingsproces van
(Grieks-)Cyprus tot de Europese Unie, maar de EU erkende de Turkse Republiek Noord-Cyprus vooralsnog niet.

## Inhoud

### Waarnemingen
De secretaris-generaal, Boutros Boutros-Ghali, beval aan UNFICYP nogmaals met zes
maanden te verlengen en de overheid in Cyprus was het daarmee eens. Intussen werden de patrouilles van de
macht langs de bufferzone gehinderd, werd het staakt-het-vuren voortdurend geschonden en schoot het
ontmanningsakkoord (van de bufferzone) niet op. Met andere woorden: het vredesproces boekte geen vooruitgang.
Er bleven ook veel buitenlandse troepen (van Turkije) in Cyprus en het land spendeerde nog steeds veel geld
aan defensie terwijl dat moest minderen.

### Handelingen
De vredesmissie in Cyprus werd verlengd tot 30 juni 1995. Aan beide zijden moesten de militaire
autoriteiten zorgen dat er geen incidenten waren aan de bufferzone en samenwerken met de vredesmacht.
Ook moest het aantal buitenlandse troepen in en de defensie-uitgaven van Cyprus omlaag, om het vertrouwen
tussen de partijen te helpen herstellen. Ook werd opnieuw gevraagd gesprekken aan te gaan om wapens zwaarder dan
handvuurwapens en het afvuren van wapens binnen gezichts- of gehoorsafstand van de bufferzone te verbieden.
Ook moest werk gemaakt worden van de ontmanning van de bufferzone, wat al in 1989 was afgesproken.
Ten slotte moesten beide gemeenschappen naar tolerantie en verzoening toewerken.

## Verwante resoluties
- Resolutie 927 Veiligheidsraad Verenigde Naties
- Resolutie 939 Veiligheidsraad Verenigde Naties
- Resolutie 1000 Veiligheidsraad Verenigde Naties (1995)
- Resolutie 1032 Veiligheidsraad Verenigde Naties (1995)

Lijst ·  893 ·  894 ·  895 ·  896 ·  897 ·  898 ·  899 ·  900 ·  901 ·  902 ·  903 ·  904 ·  905 ·  906 ·  907 ·  908 ·  909 ·  910 ·  911 ·  912 ·  913 ·  914 ·  915 ·  916 ·  917 ·  918 ·  919 ·  920 ·  921 ·  922 ·  923 ·  924 ·  925 ·  926 ·  927 ·  928 ·  929 ·  930 ·  931 ·  932 ·  933 ·  934 ·  935 ·  936 ·  937 ·  938 ·  939 ·  940 ·  941 ·  942 ·  943 ·  944 ·  945 ·  946 ·  947 ·  948 ·  949 ·  950 ·  951 ·  952 ·  953 ·  954 ·  955 ·  956 ·  957 ·  958 ·  959 ·  960 ·  961 ·  962 ·  963 ·  964 ·  965 ·  966 ·  967 ·  968 ·  969